# Exorista hainanensis
Exorista hainanensis là một loài ruồi trong họ Tachinidae.